# Mali Hrîbovîci, Jovkva
Mali Hrîbovîci (în ucraineană Малі Грибовичі) este un sat în comuna Velîki Hrîbovîci din raionul Jovkva, regiunea Liov, Ucraina.

## Demografie
Componența lingvistică a localității Mali Hrîbovîci
     Ucraineană (100%)
Conform recensământului din 2001, toată populația localității Mali Hrîbovîci era vorbitoare de ucraineană (100%).